# 宗源寺 (杉並区)
宗源寺（そうげんじ）は、東京都杉並区にある日蓮宗系の単立寺院。旧本山は小湊誕生寺。

## 概要
慶長年間（1596年～1615年）、光伯院日善によって開山された。光伯院日善の祖先は畠山重忠の子孫の吉田宗利とされ、宗利が出家して「宗源」と名乗ったのが由来である。
境内には、不動堂があるが、これは明治初期に廃寺となった修験道の本覚院にあったもので、俗に「高井堂」と呼ばれていた。これが地名の「高井戸」の起源という説もある。
1909年（明治42年）には四谷にあった栄林寺を合併している。

## 墓所
- 曲淵景漸（旗本）
- 志賀重昂（地理学者）

当寺檀家でもあり、「宗源寺開基碑」を記している。
- 園部秀雄（女性武道家）

## 交通アクセス
- 京王線桜上水駅より徒歩7分。